# Mira quién habla también
 Mira quién habla también  (1990) es la secuela de la exitosa película Mira quién habla (1989). Está protagonizada por John Travolta y Kirstie Alley como los padres de Mikey (voz de Bruce Willis). La película sigue tratando sobre el niño, que ahora tiene que hacer frente a la agregación de un nuevo miembro a la familia, la bebé Julie (voz de Roseanne Barr). Además de esto, Mikey está teniendo problemas para aprender a usar el orinal, pero los consejos poco ortodoxos que recibe de su compañero Eddie (voz de Damon Wayans) no hacen que su problema mejore. Es la segunda película de la trilogía de Mira quién habla.
Ésta es también la última película de la serie en que Bruce Willis presta su voz para interpretar a Mikey, así como la de Roseanne Barr interpretando a Julie, puesto que en la siguiente película los niños ya tienen respectivamente 6 y 4 años.

## Sinopsis
La película abre con Mollie y James preparándose para tener relaciones sexuales, con James preguntando a Mollie si está usando el diafragma. Esa noche, Mikey se asusta al ver a un monstruo y llama a James, quien estaba en su habitación. James logra calmar a Mikey y, cuando vuelve a su habitación, nota que Mollie se quedó dormida pero consigue despertarla y siguen. Al rato, los espermatozoides de James van viajando hacia el óvulo de Mollie; uno logra superar el diafragma, y una niña se concibe. Al día siguiente, Mollie y James dicen a Mikey que tiene que dejar de usar pañales y empezar a usar el orinal. Mollie descubre que está embarazada y James está trabajando diligentemente como taxista y piloto privado. Mikey se entera de que con su hermana pequeña en camino, tendrá que ser un hermano mayor responsable. Cuando la bebé está a punto de nacer, su cordón umbilical queda atrapado alrededor de su cuello, poniéndola en peligro, por lo que nace a través de una cesárea en el último momento y Mollie es llevada al quirófano, pese a que James se desmaya en plena operación. La recién nacida se llama "Julie".
Cuando ella conoce a Mikey, éste la saluda, y Julie se pregunta: "¿Quién es este idiota?" (siguiendo así la escena final de la primera película). Un día en el parque, Mikey y su compañero de juegos Eddie (voz de Damon Wayans) tratan de irse con el cochecito de Julie y abandonarla en la jaula de los leones en el zoológico. Mollie los detiene y los atrapa con un tubo de ensayo tirado en el piso (que la asusta por completo). Más tarde, Mollie y James se pelean por culpa de Stuart, el hermano de Mollie, (Elias Koteas) que vive allí "temporalmente" y, tras la discusión, ella echa a James de la casa. Entre tanto, Stuart conoce a Rona (Twink Caplan), la mejor amiga de Mollie, y empiezan a salir. Por su parte, Mikey está enojado porque James se ha ido y, de la ira, rompe uno de los juguetes favoritos de Julie, un pingüino de peluche (que ella llama "Erbie" o "Herby"). Rato más tarde, James de vez en cuando sale con sus hijos y se divierte con ellos diciéndoles que los extraña. Mientras tanto, Mikey está teniendo problemas para usar el orinal, por lo que intenta seguir algunos consejos poco usuales de Eddie, que ya no usa pañal. Sin embargo, él le advierte sobre el señor WC (con la voz de Mel Brooks), haciendo que Mikey tenga miedo de ir al baño, pero que en realidad, no es más que un producto de su imaginación.
Un día gateando, Julie ve la cabeza de su pingüino de peluche (la que Mikey desgarró), y decide aprender a caminar por si sola. La pequeña se las arregla para caminar hasta el sofá sin ayuda y Mollie, al verla dando sus primeros pasos, llama a James y Stuart, pero ninguno de los dos está en casa. Esa noche, mientras Julie esta dormida, Mikey se da cuenta de que no ha sido muy bueno con ella y decide cambiar su actitud. Luego, Mollie se da cuenta de que necesita a James para ayudarla y para ello usa una vestimenta elegante en un intento de reconciliarse con él. Más tarde, Mikey aprende a usar el inodoro y llama a sus padres, que de inmediato se enorgullecen de él.
Esa noche, Mollie ve por las noticias de que hay una tormenta en todo el país e intenta hacer que James no vaya a volar. Ella logra llegar al aeropuerto donde estaba el avión de James y evita que despegue dado que él recibió la orden de no despegar por la fuerte lluvia y se reconcilian mientras ella había dejado a sus hijos con Stuart. Entre tanto, Stuart está jugando con los niños, sin saber que un ladrón entra en el dormitorio de James y Mollie. Cuando Stuart se da cuenta, amenaza al ladrón con su pistola 9 mm descargada. Luego, él persigue al ladrón por la calle bajo la fuerte lluvia, sin percatarse de que dejó una bolsa de papel en la estufa caliente, provocando que la cocina se incendie y de paso afecta a toda la casa. Mikey, al ver el desastre, empuja a su hermanita que estaba en un carrito y ambos se salvan del fuego tomando el ascensor. Mollie y James llegan y ven que hay humo en el apartamento. James entra, consigue el extintor y apaga el fuego. Más tarde, Rona llega al lugar y una vez que escucha el relato de cómo Stuart se enfrentó al ladrón ante los policias, ella le pide que se case con él y acepta rapidamente. Al día siguiente, en casa de los padres de Mollie, Mikey le explica a Julie por qué se salvaron del fuego y desde ese momento, empiezan a llevarse bien y van caminando juntos por el jardin. Pero después de eso, Julie se cae y dice "mi trasero".

## Reparto
- John Travolta como James Ubriacco.
- Kirstie Alley como Mollie Jensen-Ubriacco.
- Elias Koteas como Stuart Jensen.
- Twink Caplan como Rona.
- Olympia Dukakis como Rosie Jensen.
- Lesley Ewen como Debbie (madre de Eddie).
- Gilbert Gottfried como Joey, el instructor de la guardería.

Voces
- Bruce Willis como Michael "Mikey" Ubriacco.
- Roseanne Barr como Julie Ubriacco.
- Damon Wayans como Eddie.
- Mel Brooks como El Hombre del Váter.

## Versiones alternativas
En Fox Family, John Travolta, en vez de decir "No me hagas parecer un idiota", dijo, "No me hagas parecer un Jackass."
Cuando la película se transmite por ABC Family, muchas de las escenas eliminadas de la película (como Mollie amenazando a Mikey con una paliza si se lleva a su hermana otra vez) se muestran.

## Producción
La película es notable por haber venido tan pronto después de la original y por ser muy breve en comparación con la película anterior. El famoso tema de TriStar Pictures, compuesto por Dave Grusin, se interpretó durante la escena en que el bebé Julie aprende a caminar. Existe una variación al principio, cuando Bruce Willis (voz de Mikey) hace una imitación de Mister Ed.

## Casting
El teaser vagó al final del original Mira quién habla retratado Joan Rivers, bajo el seudónimo de "Baby Adivina", proporcionando la voz de Julie. Debido a conflictos de programación, ella rechazó el papel.
En éste filme participan Olympia Dukakis, Elias Koteas y Gilbert Gottfried. Además, los talentos vocales son Damon Wayans en un papel de apoyo como el amigo de Mikey, Eddie. Mel Brooks hace un cameo como la voz del Hombre del Váter. Esta película fue seguida de otra secuela, Mira quién habla ahora, en 1993. Los actores bebés en la película son Lorne Sussman (Mikey) y Megan Milner (Julie).